# Grindhead Records
Grindhead Records ist ein australisches Musiklabel mit Sitz in Sylvania im Bundesstaat New South Wales. Es wurde gegründet von Ryan Jerrold und ist spezialisiert auf Grindcore und Death Metal.
Zwischenzeitlich wurde vom Label das Festival „East West Death Grind Fest“ ins Leben gerufen. Im Jahr 2012 feierte die Veranstaltung ihre vierte Auflage.

## Veröffentlichungen (Auswahl)
- Beyond Terror Beyond Grace –  Extinction|Salvation (2017)
- Black Jesus –  Everything Black Everything Dead (2014)
- Broozer – II (2015)
- Grannyfist – Double Penetration (2010)
- Grumo – Voglio Vederti Sprofondare (2012)
- Infested Entrails – Defiling a Piece of the Deceased (2014)
- New Blood – Subsistence (2012)
- Pathology – Incisions of Perverse Debauchery (2008)
- One Step Beyond – Life Imitates Art (2009)
- Tortured – A Lesson in Holocaust (2011)